# Izaak Feuchtin
Izaak Feuchtin (Fertinus, Feuctinus, Feuchtinus, Feuestinus) (zm. 25 maja 1607 roku) – kapelan Zygmunta III Wazy, kanonik wileński od 1590 roku.
Był z pochodzenia Szwedem. W 1580 roku wstąpił do seminarium w Ołomuńcu, do Wilna przybył w 1583 roku. Alumn Seminarium Papieskiego w Wilnie. Święcenia kapłańskie przyjął w 1585 roku. Wysłany przez Possewina do Braunsbergi. Przybył do Szwecji, przebywał na dworze Zygmunta Wazy jako jeden z jego kapelanów. Po jego wyborze na króla polskiego przybył wraz z nim do Polski. 